# Catedral nueva de Brescia
La catedral estival de Nuestra Señora de la Asunción (en italiano: cattedrale estiva di Santa Maria Assunta), conocida popularmente como la catedral nueva (en italiano: duomo nuovo), es la iglesia principal de Brescia, la iglesia matriz de la diócesis homónima y un monumento nacional italiano. Está situada en la Piazza Paolo VI, también conocida como Piazza del Duomo, y se encuentra junto a la catedral vieja. Este edificio de culto fue erigido entre 1604 y 1825 en la zona en la que se encontraba previamente la basílica paleocristiana de San Pietro de Dom, que databa de los siglos v y vi. Además, es sede de una parroquia que forma parte de la zona pastoral de Brescia Centro.

## Historia

### Una nueva catedral

Exterior de la cúpula

La historia de la catedral tiene su inicio en 1603, cuando Agostino Avanzo propuso la demolición de la antigua basílica paleocristiana de San Pietro de Dom para construir un nuevo edificio religioso. La antigua basílica, ya en malas condiciones, debía ser sustituida por una nueva catedral, más apropiada para las nuevas exigencias arquitectónicas dictadas por la Contrarreforma y más en línea con la arquitectura de la época. Agostino Avanzo presentó un primer proyecto de la catedral en un estilo híbrido entre el manierismo y el clasicismo, con planta en cruz latina, tres naves y transepto, altares laterales que sobresalían del edificio y una gran cúpula central. Esta última, en particular, estuvo presente desde las primeras ideas del proyecto y acompañará a las obras a lo largo de los siglos como una especie de gran aspiración común, deseada y soñada por todos los arquitectos que trabajaron en ellas.
Giovanni Battista Lantana, recién salido de la academia y con los estudios frescos, a diferencia de Avanzo, que ya era un maestro experimentado, presentó un proyecto bastante similar pero más moderno y con una mayor atención a la estructura. Sin embargo, ambas propuestas fueron descartadas por los diputados de la comisión de obras, elegidos por el Ayuntamiento y por el obispo, principalmente porque no mostraban una afinidad suficiente con las directrices del Concilio de Trento en el ámbito de la arquitectura religiosa. Por ello, Lantana presentó un nuevo proyecto con planta en cruz griega inscrita en un cuadrado, una gran cúpula central rodeada por cuatro cúpulas menores y un ábside saliente, bastante similar al presentado por Bramante para la basílica de San Pedro pero sin la nave exterior y solo con el ábside del fondo, proyecto que fue acogido favorablemente por la comisión.
No obstante, no tardaron en surgir las controversias. En primer lugar, había dudas sobre la ubicación que debería tener la catedral, es decir, si se debía construir en lugar de la basílica de San Pietro de Dom, demoliéndola, o en el lado sur de la plaza, creando un fondo monumental de pleno gusto barroco. Sin embargo, en este lugar, donde actualmente se encuentra el Palazzo Negroboni del siglo xix, estaba la residencia de esta familia de aristócratas brescianos, una gran villa con jardín. A cambio de la cesión del terreno y de la consiguiente destrucción de su villa, los Negroboni exigían otra con un parque anexo. Además, la basílica de San Pietro de Dom habría permanecido en pie, exigiendo con prontitud una restauración radical. Por ello, se optó por la solución más económica, es decir, demoler la antigua basílica y construir en su lugar la nueva catedral.

### La disputa sobre la planimetría

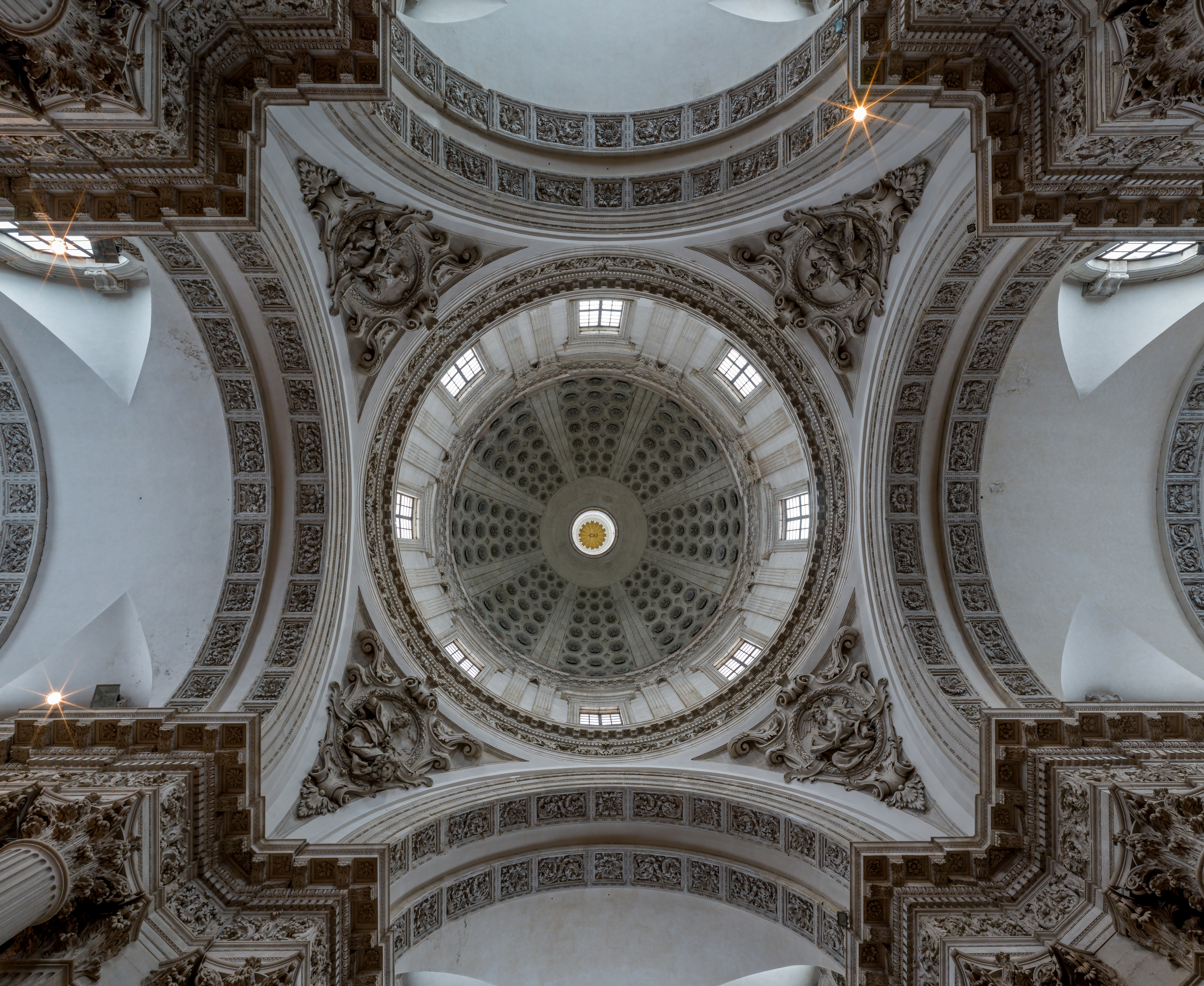
La cúpula

Llegados a este punto surgieron otros debates: el proyecto de Lantana era demasiado similar a la conformación de la catedral vieja, situada justo al lado, y la cruz griega propuesta era demasiado moderna y todavía poco entendida por los constructores y por la población, además de ser incompatible con las regulaciones de la Contrarreforma. De todos modos, este último problema no era tan determinante, ya que la planta en cruz griega, elevada a forma perfecta de la arquitectura religiosa por prácticamente todos los artistas renacentistas más importantes (desde Leonardo da Vinci hasta Bramante o Antonio da Sangallo el Joven), estaba fuertemente arraigada en la ideología sobre el tema, tanto que ni siquiera la Contrarreforma consiguió eliminarla del todo. En ese sentido, existían ejemplos relevantes como la iglesia de Sant'Alessandro in Zebedia de Milán o la basílica de Santa Maria di Carignano de Génova, construidas en cruz griega precisamente en esos mismos años, lo que hacía que no fuera totalmente inédita. De hecho, es probable que para su proyecto Lantana se inspirara en la basílica de Carignano, ya que los primeros canteros que trabajaron en las obras de la catedral fueron los Orsolini, genoveses. Por último, Lantana propuso un tercer proyecto, que resultaría ser el definitivo, en el que añadió un orden menor toscano acompañando al orden mayor corintio y colocó otra cúpula sobre el ábside, que sería soportada por algunos contrafuertes externos intercalados con hornacinas. Para estas últimas, los diputados de la comisión de obras encargaron estatuas decorativas a Giovanni Antonio Carra, patriarca de una ilustre familia de escultores brescianos.
La puesta de la primera piedra se produjo en 1604 y rápidamente la plaza fue ocupada por los casetas de los canteros, transformándose así en una verdadera escuela de escultura y arquitectura, esta última ausente desde siempre en Brescia. Las polémicas, sin embargo, no disminuyeron: en el centro de todas ellas estaba la cuestión de la planta en cruz griega, que la mayoría querían transformar en cruz latina. A la cabeza de los opositores se colocó Pier Maria Bagnadore, más para obstaculizar a su rival Lantana que por cuestiones arquitectónicas. Bagnadore propuso un proyecto alternativo, prácticamente idéntico al definitivo de Lantana, con la única adición de una crujía hacia el oeste que convertía la cruz griega en una cruz latina. Esta «batalla» fue ganada por Bagnadore, que asumió el encargo de dirigir las obras, mientras Lantana se quedó para administrar su aspecto económico. Sin embargo, la rivalidad entre los dos era irremediable: los desacuerdos surgían por todos lados y por cualquier detalle y esto hacía que las obras se bloquearan durante largos períodos.

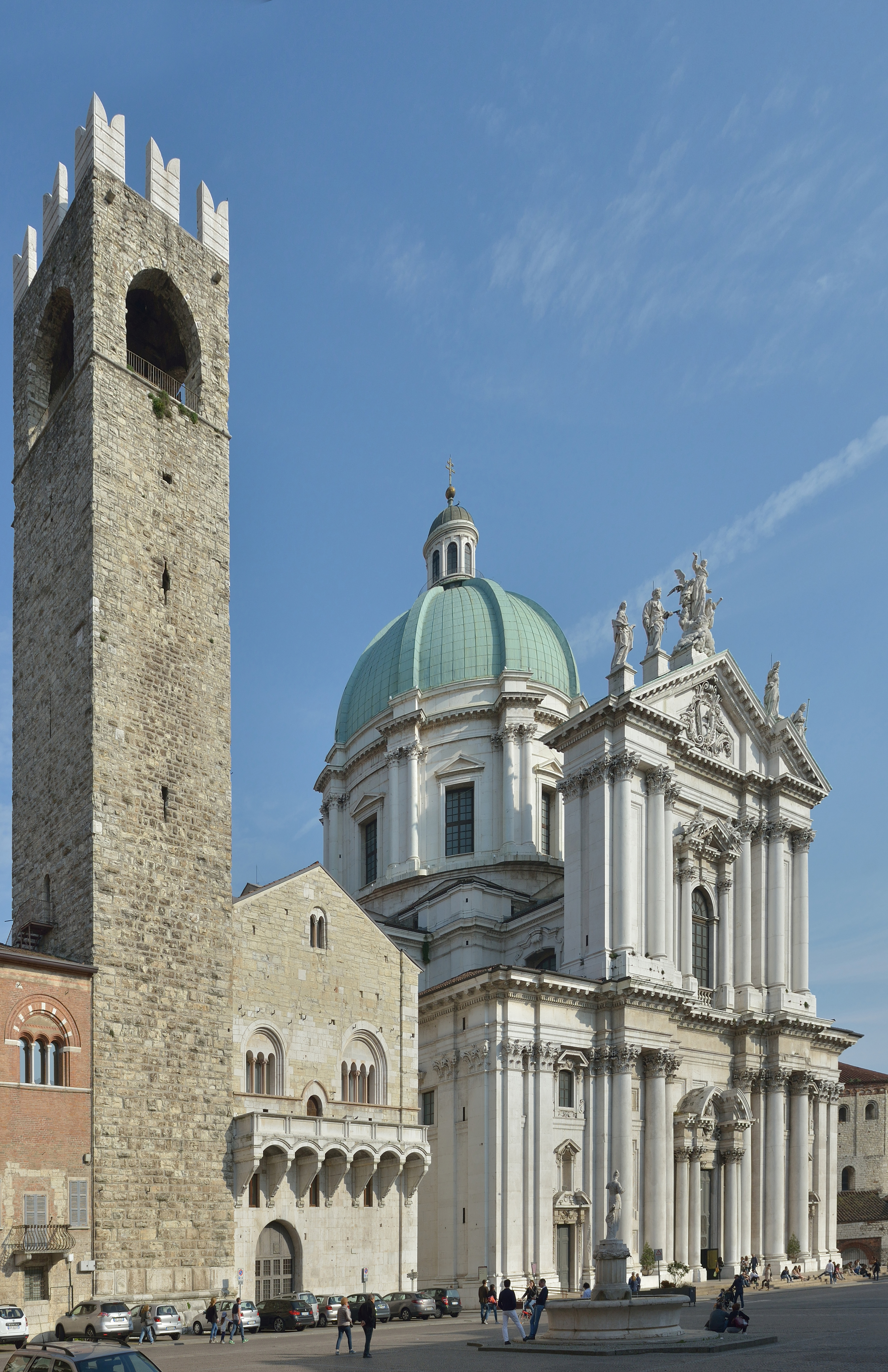
El broletto, la Torre del Pegol y la catedral nueva vistos desde la Piazza del Duomo

En este momento el proyecto sufrió algunas modificaciones: a ambos lados del ábside se colocaron sendas estructuras de servicio, una de las cuales sería utilizada como casa parroquial. El ábside quedaría así rodeado por ellas y ya no sobresaldría, hasta el punto que su cúpula ya no necesitaba contrafuertes. También las hornacinas exteriores, decoradas con las estatuas de los Carra, se redujeron de las cinco originales a solo dos, en las que se colocaron únicamente las estatuas de los santos Faustino y Jovita, todavía presentes. En realidad, ni siquiera Bagnadore, que había entrado en las obras como «defensor» de la planta en cruz latina, la realizará realmente: una modificación posterior del proyecto, realizada por él mismo, transformó la planta de la catedral nuevamente en una cruz griega, reduciendo la crujía añadida poco antes a solo dos hornacinas entre los pilares de la contrafachada. Las continuas diferencias con Bagnadore y quizás también el discutible comportamiento de este, prácticamente hipócrita, llevaron a Lantana a abandonar las obras poco tiempo después. La gota que colmó el vaso parece que fue la llegada de Tommaso Lorando, un alumno de Lantana, que se unió a él en la gestión de la contabilidad, quizás poniendo en duda la capacidad de Lantana también en este campo y generando su rechazo definitivo a seguir el curso de las obras.
Las obras sufrieron nuevamente largos parones. La vuelta a la planta en cruz griega por parte de Bagnadore le costó su salida de las obras en 1611 por órdenes del obispo de Brescia, Giorgi, quien llamó en su lugar al milanés Lorenzo Binago, artífice de la iglesia de Sant'Alessandro in Zebedia, precisamente una de las que quizás había inspirado el proyecto original de Lantana. Empezaba así la segunda fase de la construcción de la catedral: Binago fue acompañado por Antonio Comino, otro gran exponente de la arquitectura y la escultura bresciana de la época y autor del proyecto de reconstrucción de la iglesia de los Santos Faustino y Jovita. Comino se convirtió en el director de las obras, mientras Binago siguió siendo el proyectista y superintendente. En esta fase se produjo una gran cantidad de dibujos de carácter ejecutivo, acompañados por anotaciones y explicaciones. La fachada diseñada por Binago es más barroca y está rodeada por dos campanarios, como estaba de moda en la época para los edificios religiosos. Esta última solución, sin embargo, era de nuevo demasiado moderna a ojos de la población y del Ayuntamiento, ya que nunca antes se había visto en Brescia una iglesia con dos torres en la fachada. Es más, si se hubieran construido, habría habido cuatro torres en la plaza: las dos de la catedral, la Torre del Popolo del broletto y el campanario de la catedral vieja, que actualmente no existe porque se derrumbó en 1708. Teóricamente, la idea habría servido para «hacer barroca» la plaza, pero la época no era todavía madura y por ello estas torres nunca fueron construidas.

### La epidemia de peste delsigloXVII
La epidemia de peste que afectó al norte de Italia en torno al 1630 y la consiguiente crisis económica y demográfica supusieron una dura prueba para las obras de la catedral, provocando su detención durante casi cuarenta años. Las obras se retomaron, con altibajos, en la segunda mitad del siglo xvii, pero no será hasta finales de siglo cuando se podrán considerar plenamente reiniciadas. Si las obras se pudieron retomar de un modo relativamente rápido fue debido a todas las herencias donadas a la Iglesia por el enorme número de difuntos provocado por la peste, lo que puso a la diócesis de Brescia en una situación económica adecuada para continuarlas, aunque fuera la crisis todavía causaba estragos.
En la reapertura de las obras, lógicamente, todos los personajes habían cambiado: empezaba así la tercera fase de la construcción del edificio. En 1698 Luca Serena, hijo del pintor Nicola Serena, elaboró un proyecto para la finalización de la catedral, al igual que haría en 1711 Giuseppe Antonio Torri, artista de fama nacional en la época, quien también propuso una cubierta del ábside a casco de barco, nunca realizada. Pocos años después Antonio Biasio se convirtió en el nuevo director de las obras y en 1719 proyectó una nueva fachada en sustitución de la de Binago, coronada por un frontón semicircular, muy de moda en aquel tiempo. Esta idea se mantuvo hasta 1748, cuando otra modificación, también obra de Biasio, modificó el frontón en forma de arco rebajado, nuevamente siguiendo las costumbres de la época. En estos años también se produjo el floreciente obispado del cardenal Ángel María Querini, que daría un fuerte impulso a las obras. En esos años, además, se solicitó la consultoría de muchos artistas ilustres de la época, entre los que se encuentran Andrea Pozzo, Giorgio Massari y Filippo Juvarra, en ese momento arquitecto de la Casa de Saboya, el cual llegaría a afirmar que:

La catedral será el esposo, y nuestra iglesia será la esposa, toda hermosa y adornada.
Filippo Juvarra, visitando las obras de la catedral en 1729 y refiriéndose, en segundo lugar, a la iglesia de Santa Maria della Pace.

### La última fase de las obras

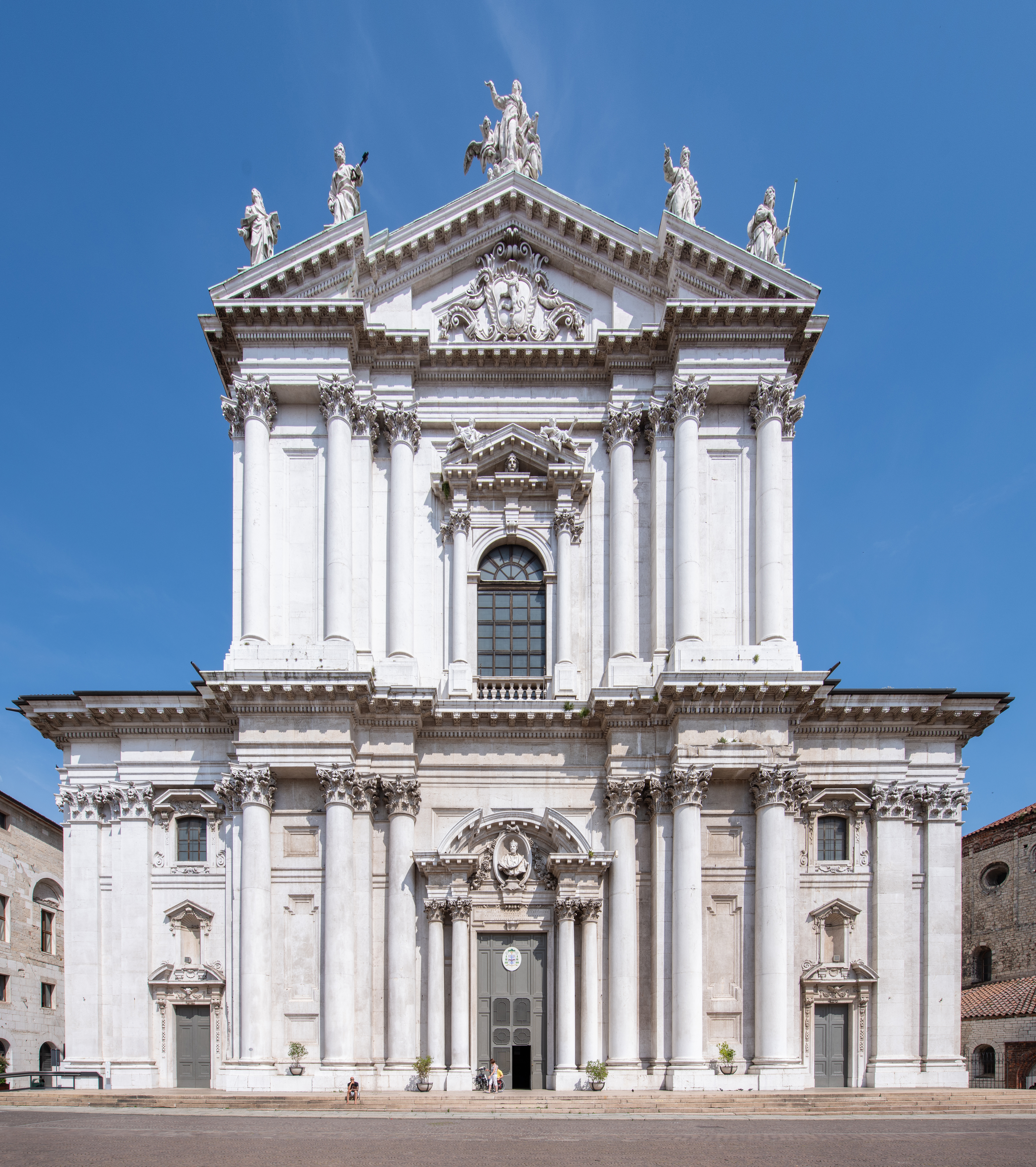
Fachada de la catedral nueva

En 1758 murió Biasio y en la dirección de las obras le sucedió Giovanni Battista Marchetti, acompañado por su hijo Antonio. La fachada, en este momento acabada solo en su mitad inferior, fue modificada de nuevo, esta vez siguiendo el gusto neoclásico, proponiendo un frontón triangular, que sería el definitivo. También el diseño de la cúpula sufrió algunas modificaciones y fue elevada ligeramente, como era típico hacer en esos años. Las obras, sin embargo, no se completarían en breve y hubo que esperar todavía casi un siglo para ver finalmente realizada, en 1825, la gran cúpula diseñada por Luigi Cagnola y construida por Rodolfo Vantini, esa cúpula que, desde el inicio, había representado el elemento impulsor y común de todos los proyectos. A la estructura de la cúpula se le adosarían, en su superficie interior, los diferentes elementos del aparato decorativo esculpido en estuco y mármol por Giovanni Battista Carboni a finales del siglo xviii, con la cúpula todavía incompleta. Completada en 1825, tiene un diámetro de 21 metros en el interior y de 26 metros en el exterior. Con una altura total de 64.20 metros en el interior y de 72.60 metros hasta la cúspide de la linterna, la cúpula, en la época, era la tercera más grande de Italia. La fachada, en cambio, objeto de numerosas modificaciones, al final no sería ni siquiera completada del todo, ya que se omitió la coronación a balaustrada que se habría debido colocar a lo largo de la línea del alero del techo.
La catedral sufrió considerables daños durante el bombardeo aéreo de la ciudad producido el 13 de julio de 1944: el revestimiento de plomo de la cúpula se incendió y resultaron gravemente dañados el tímpano y los ventanales del tambor, de la linterna y del ábside. Por su parte, las muescas y abrasiones presentes en los muros de la parte trasera del edificio se deben a los bombardeos efectuados por los austriacos durante los Diez Días de Brescia de 1849, disparando desde el castillo. Restaurada en la posguerra, actualmente ha recuperado su aspecto original, aunque se han conservado las muescas en las paredes del ábside.

## Descripción

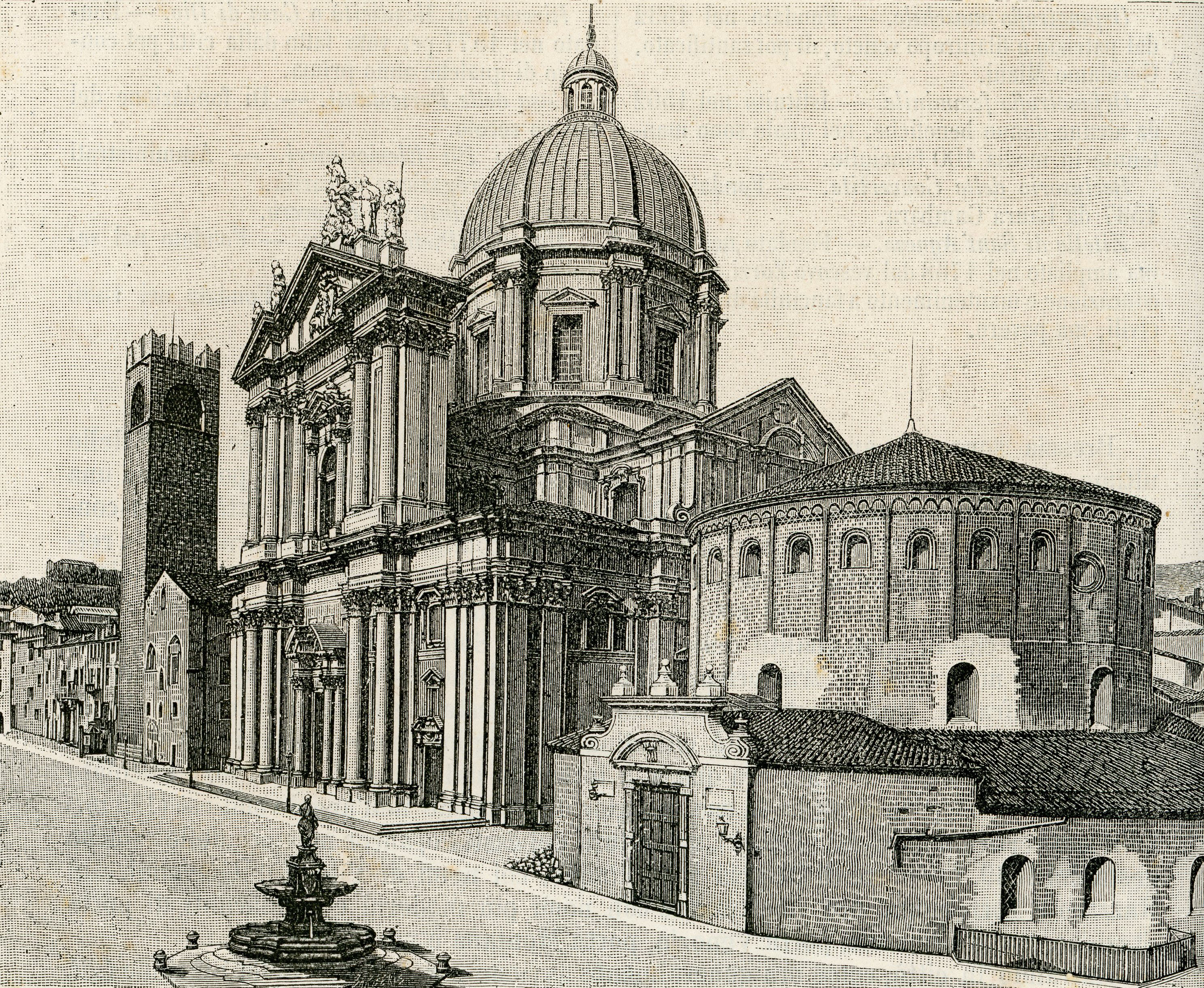
La catedral vieja en una xilografía de Barberis de finales del siglo xix

La catedral nueva, al no ser el resultado de una edificación secular sino fruto de una única obra, presenta una estructura homogénea y coherente en su conjunto, tanto en la arquitectura como en las decoraciones. El único elemento que revela la larga duración de las obras, que se prolongaron durante unos doscientos treinta años, es la sutil combinación que se puede advertir en el interior, pero sobre todo en la fachada, entre el gusto barroco y el estilo neoclásico, cuyo resultado es una especie de barroco diluido clasicista, prácticamente un edificio iniciado barroco y terminado neoclásico.

### Exterior

Ábside con los santos Faustino y Jovita

La fachada hacia la Piazza Paolo VI se muestra como el elemento más característico del edificio: realizada en mármol de Botticino, es simétrica y se desarrolla en dos órdenes, siendo el inferior más ancho porque contiene las dos entradas laterales. El orden superior tiene un carácter principalmente decorativo, siendo mucho más alto de lo que en realidad es el techo de la catedral. El orden arquitectónico utilizado en todas partes es el corintio, y todas las basas son áticas. En el eje de simetría central se abre, al nivel de la calle, el gran portal de entrada con su frontón arqueado, que alberga el busto del cardenal Ángel María Querini realizado por Antonio Calegari en 1750. En el nivel superior hay un alto ventanal, coronado por un frontón triangular.
Como ya se ha dicho, también es triangular el frontón principal de la fachada, dominado por el escudo de la ciudad de Brescia (en parte, a modo de recordatorio de que las catedrales eran propiedad del Ayuntamiento) y coronado por las estatuas de la Virgen de la Asunción y de los santos Pedro, Pablo, Jaime y Juan, realizadas por Giovanni Battista Carboni, Stefano Citerio y Pier Giuseppe Possenti en 1792. Por su parte, son de Antonio y Carlo Carra las estatuas de los santos Faustino y Jovita situadas en las hornacinas del ábside y el San Juan Bautista colocado sobre la puerta lateral en la actual Via Querini, hacia el broletto.

### Interior

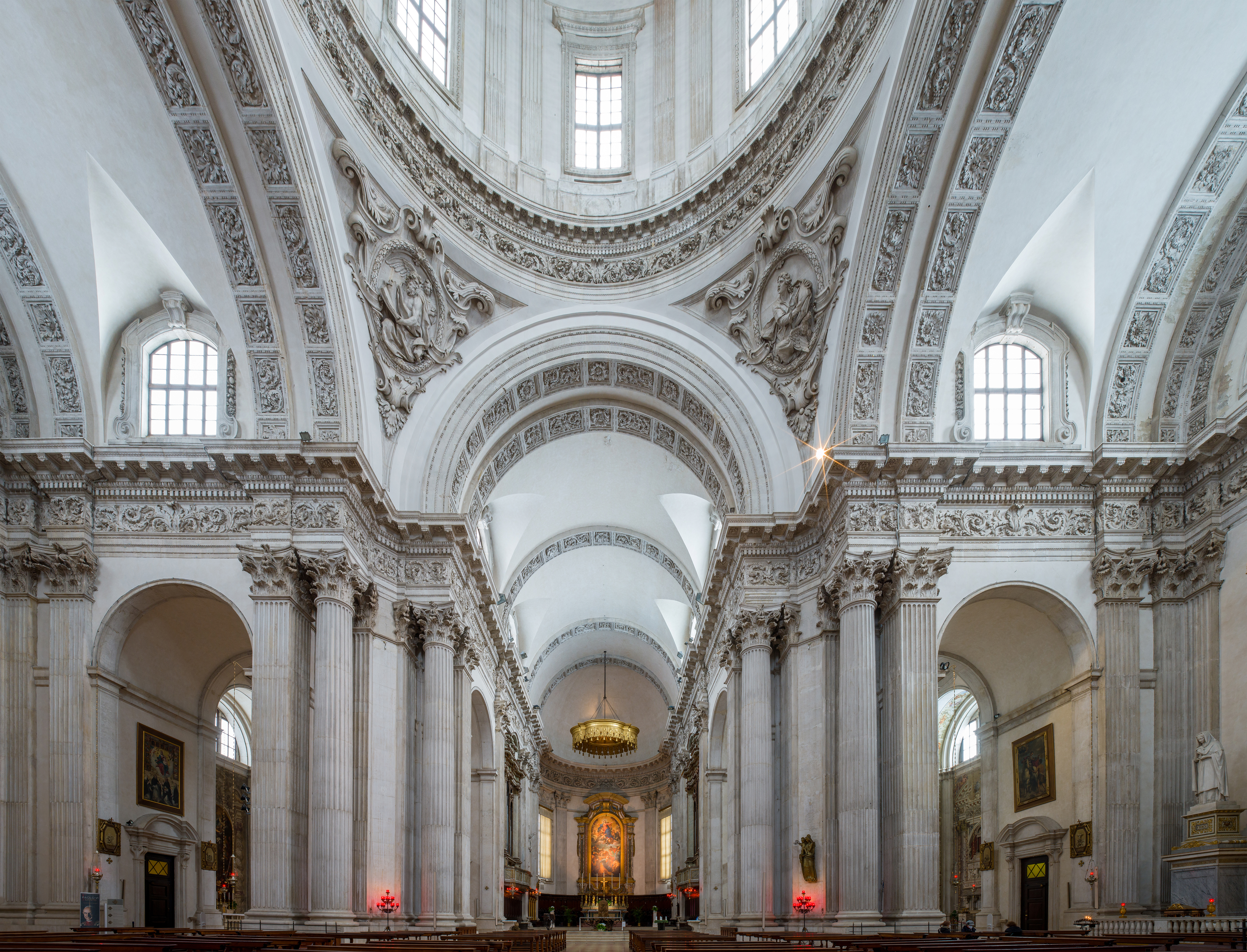
Dos de los cuatro pilares que sostienen la cúpula

El interior, majestuoso y solemne, sigue una planta en cruz griega, con una única nave alrededor del amplio crucero, que está coronado por la cúpula. El profundo ábside pone de manifiesto el eje principal de simetría y fue, como ya se ha dicho, el recurso utilizado para mantener la planta en cruz griega sin contradecir las directrices de la Contrarreforma. El orden gigante corintio de la fachada se repite en el interior, decorando de manera coherente todas las paredes y los apoyos de la cúpula. En concreto, esta última se apoya sobre un alto tambor iluminado por amplios ventanales rectangulares, que está sostenido por cuatro pilares embellecidos por ocho altas columnas libres, también de orden corintio, orientadas hacia el vano central. Desde el pavimento hasta la cima de la linterna se alcanzan los 80 metros de altura. En la época de su construcción, fue una de las cúpulas más grandes de Italia.
En las cuatro pechinas están colocados los bustos en mármol de los evangelistas: San Juan y San Lucas son obra de san Calegari el Joven, mientras San Marcos y San Mateo son de Carboni. Los intradoses de los numerosos arcos, incluidos los de la cúpula, están decorados con casetones con rosetas de mármol, aunque algunas de ellas son copias en cemento realizadas durante las restauraciones de la posguerra. El ambiente del interior está impregnado por una luz blanca azulada, conferida por el estuco y los mármoles blancos que recubren todas las superficies. Se debe observar, en este sentido, que son numerosos los elementos de mármol, por lo que no todo es simple estuco: son de mármol, como ya se ha dicho, las rosetas de los arcos y los evangelistas en las pechinas de la cúpula, pero también todos los elementos arquitectónicos del templo, como las columnas, las lesenas, el friso, las cornisas de las ventanas y las decoraciones de las lunetas sobre los altares laterales.

### Obras de arte

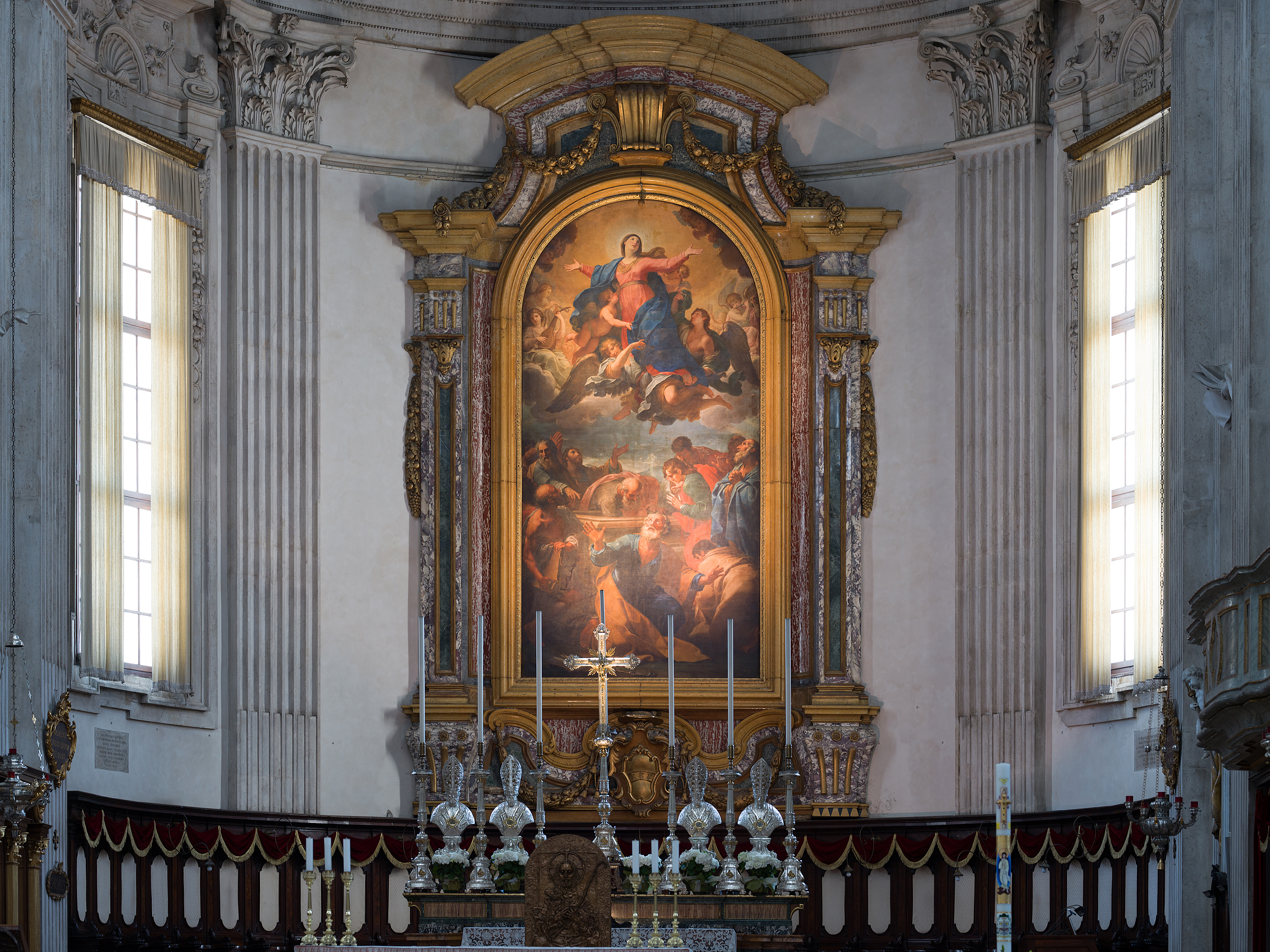
El altar mayor con el retablo de la Asunción de Giacomo Zoboli

El altar de fondo de la nave izquierda, con el retablo de Jacopo Palma el Joven y las estatuas de santa Catalina de Alejandría y santa Cecilia

En la catedral hay un total de ocho capillas laterales, en las que se pueden encontrar numerosas obras de arte, que proceden en su mayor parte de la catedral vieja:
1. El primer altar a la derecha, dedicado a la Santa Cruz, alberga el Crucifijo de la catedral nueva, obra de 1502 de Francesco Giolfino.
2. La capilla del Santísimo Sacramento, la segunda a la derecha y por tanto la capilla de fondo del brazo horizontal de la cruz griega, alberga un altar neoclásico diseñado por Rodolfo Vantini con el retablo Jesús predicando a las multitudes de Michelangelo Grigoletti;[7] de frente, en el lado izquierdo, se encuentra la estatua de la Fe de Giovanni Seleroni y, a la derecha, la Esperanza de Giovanni Antonio Emanueli. Sobre el confesionario está colgado un gran lienzo que representa a la Venerable Annunciata Cocchetti, pintado por Gabriele Saleri en 1990.
3. El tercer altar a la derecha consiste en un fresco en la pared pintado en perspectiva y alberga el monumental arca de San Apolonio, embellecida por refinados bajorrelieves. Se trata de un notable ejemplo de la escultura renacentista bresciana, atribuido a Gasparo Cairano, que la realizó entre 1508 y 1510. El arca estaba colocada originalmente en la basílica de San Pietro de Dom; fue trasladada a la catedral vieja durante la construcción de la nueva catedral y desde allí, finalmente, a la catedral nueva. Esta capilla, entre otras cosas, es la única que nos ha llegado completamente decorada y acabada según el proyecto original de la catedral. Delante del arca se encuentra una urna de vidrio decorado y otros materiales que contiene las reliquias de san Benito de Nursia, diseñada por Graziano Ferriani.
4. El altar de fondo de la nave derecha, decorado por la Fe y la Humildad de Antonio Calegari, alberga El ángel de la guardia, un cuadro del siglo xix de Luigi Basiletti.
5. En el presbiterio se conservan, en las paredes laterales, las estatuas de San Gaudencio y San Filastrio, de nuevo de Antonio Calegari, mientras que en el retablo del altar mayor está la Asunción de Giacomo Zoboli, encargada por el cardenal Ángel María Querini en 1732, pintada en Roma y colocada en 1735. Por último, el altar mayor fue completado e inaugurado en 1737.[8]
6. El altar de fondo de la nave izquierda alberga la Asunción venerada por los santos Carlos y Francisco y por el obispo Marino Giorgi de Jacopo Palma el Joven y en él también se encuentra la tumba del obispo Giorgi. En este caso, destaca el propio altar: obra de Lorenzo Binago de principios del siglo xvii, aparenta seguir un esquema muy tradicional pero, en realidad, se trata del primer altar con este esquema y representa por tanto el prototipo de todos los altares laterales que, desde principios del siglo xvii, se realizarían en Brescia y en prácticamente todo el norte de Italia, prácticamente el arquetipo del altar lateral lombardo.[2]
7. El tercer altar a la izquierda está dedicado a san Nicolás de Tolentino y decorado a trampantojo. También alberga el lienzo con los Santos Nicolás de Tolentino, Faustino y Jovita rezando de Giuseppe Nuvolone, que data de 1679.
8. En la pared de fondo izquierda del brazo central de la cruz griega se encuentra el Monumento al papa Pablo VI, obra de 1984 de Raffaele Scorzelli. A los pies de este monumento se encuentra la lápida del obispo Luigi Morstabilini, mientras que a la derecha, en una custodia, hay una reliquia de san Andrés Apóstol donada por el papa a su ciudad natal. Sobre el monumento están colgados cuatro lienzos de Romanino, provenientes de la catedral vieja, que representan el Matrimonio de la Virgen, el Nacimiento de la Virgen y la Visitación.
9. La primera capilla a la izquierda está ocupada por el baptisterio y decorada con una estatua de bronce, obra de Claudio Botta, que representa a San Juan Bautista.
10. Delante de la entrada de la sacristía, a la derecha del presbiterio, está el cuadro San Antonio de Padua, realizado por Giuseppe Nuvolone.
11. Adosada al pilar izquierdo de entrada, la tumba del obispo Ferrari es de Giovanni Antonio Emanueli, mientras que la del obispo Nava, adosada al derecho, es de Gaetano Matteo Monti.

En un inmueble contiguo a la catedral se conserva el valioso Cristo bendiciendo, que data de la primera mitad del siglo xvi y ha sido atribuido a uno de los miembros de la familia Piazza.

### Órganos
En la catedral se encuentran dos órganos monumentales: el órgano Mascioni opus 898 (1968) y el órgano Tonoli-Porro (1855), colocados en el coro in cornu Evangelii e in cornu epistolae, respectivamente, ambos dentro de cajas de estilo neoclásico.
El órgano Tonoli fue fabricado en 1855 con un único manual (el segundo fue añadido en 1880) en sustitución de un órgano precedente de 1750. El instrumento fue reformado en 1906 por Diego Porro y fue objeto de una limpieza general por parte de Gianluca Chiminelli entre 2005 y 2006.
El órgano Mascioni opus 898 fue fabricado en 1968 y restaurado por la misma empresa en 2005. El instrumento, de transmisión eléctrica, tiene los tubos repartidos entre el cuerpo del órgano, situado en el coro in cornu Evangelii (positivo, expresivo, pedal y gran órgano), y la caja expresiva, colocada detrás del antiguo altar mayor barroco (coral expresivo). La consola, por último, se encuentra en el presbiterio y tiene tres manuales de sesenta y una notas cada uno y un pedalero cóncavo-radial de treinta y dos notas.

### Obispos de Brescia enterrados en la catedral

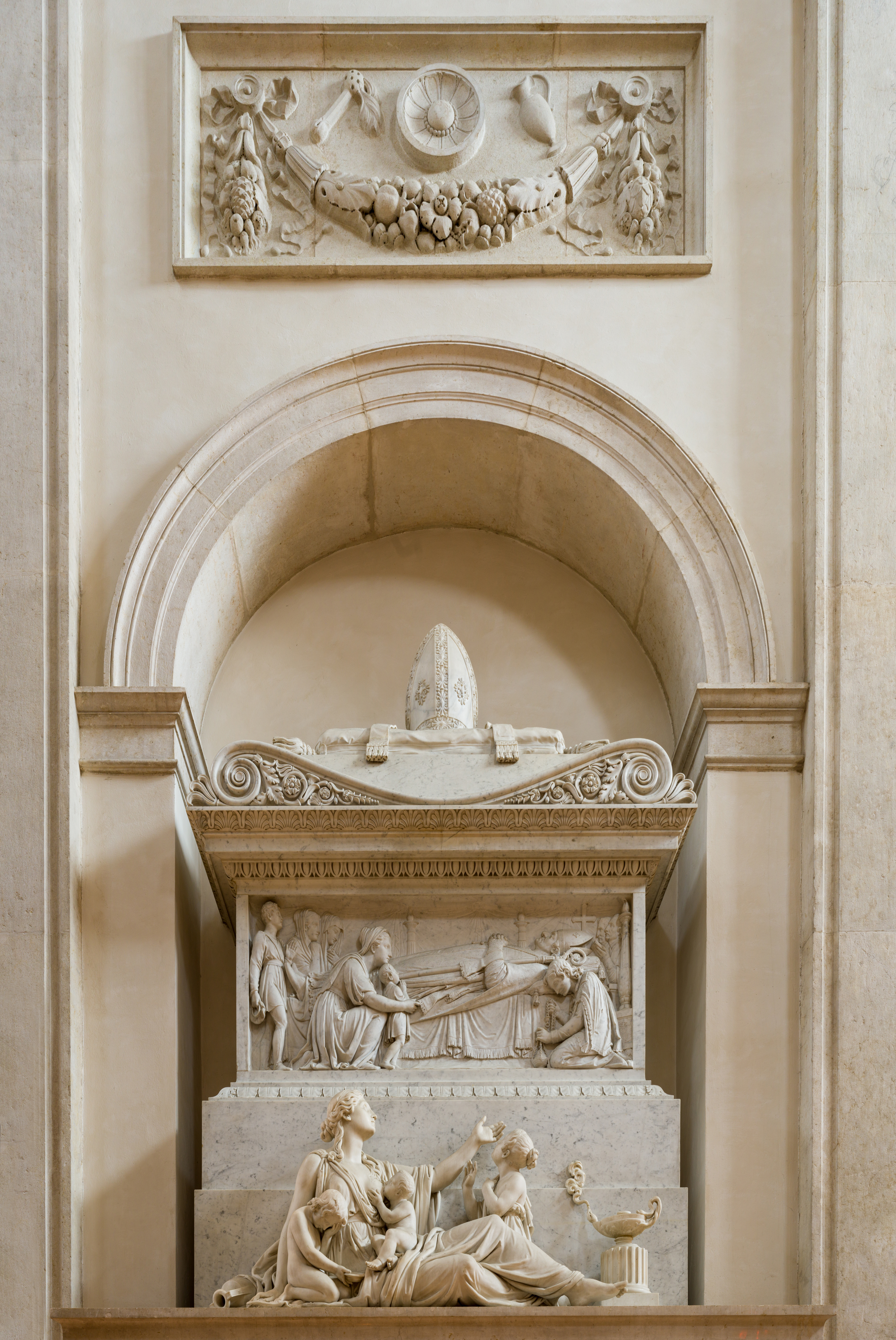
El monumento fúnebre de Gabrio Maria Nava

- Anatolio (1.er obispo de Brescia, siglo iii).[10]
- Apolonio (5.º obispo de Brescia, siglo iv).[11][12]
- Filastrio (8.º obispo de Brescia, siglo iv).[13]
- Marino Zorzi o Giorgi (99.º obispo de Brescia, de 1596 a 1631).[14]
- Marino Giovanni Zorzi o Giorgi (103.º obispo de Brescia, de 1664 a 1678).[15]
- Bartolomeo Gradenigo (104.º obispo de Brescia, de 1682 a 1698).[16]
- Giovanni Alberto Badoer (106.º obispo de Brescia, de 1706 a 1714).[17]
- Ángel María Querini (109.º obispo de Brescia, de 1727 a 1755).[18]
- Giovanni Molin (110.º obispo de Brescia, de 1755 a 1773).[19]
- Giovanni Nani (111.º obispo de Brescia, de 1773 a 1804).[20]
- Gabrio Maria Nava (112.º obispo de Brescia, de 1807 a 1831).[21][22][23]
- Carlo Domenico Ferrari (113.º obispo de Brescia, de 1834 a 1846).[24][25]
- Girolamo Verzeri (114.º obispo de Brescia, de 1850 a 1883).[26]
- Giacinto Gaggia (116.º obispo de Brescia, de 1913 a 1933).[11][27]
- Giacinto Tredici (117.º obispo de Brescia, de 1933 a 1964).[11][28][29]
- Luigi Morstabilini (118.º obispo de Brescia, de 1964 a 1983).[30]